# Destino o casualidad
"Destino o casualidad " é uma canção do artista Melendi e da dupla americana de música pop Ha*Ash. Foi lançado pela Sony Music Latin em 2 de junho de 2017 como single.

## Vídeo musical
O vídeo oficial de "Destino o coincidad" foi lançado no canal VEVO do cantor espanhola no dia do lançamento da música. Foi filmado e gravado em Nova Iorque, Estados Unidos, mostrando Melendi e Hanna e Ashley sentadas e apresentando o tema ao lado de um piano e um violão, enquanto diferentes imagens de casais são mostradas durante o vídeo.

### Versão En vivo
O videoclipe gravado para o álbum ao vivo En vivo, foi lançado em 6 de  dezembro  de 2019. O vídeo foi filmado em Auditório Nacional em Cidade do México, no dia 11 de novembro de 2018.

## Posições
| Tabela musical (2017)              | Maior posição |
| ---------------------------------- | ------------- |
| Estados Unidos - (Latin Pop Songs) | 50            |
| Espanha - (PROMUSICAE)             | 56            |
| México - (Mexico Espanol Airplay)  | 10            |
| México - (Mexico Airplay)          | 32            |
| México - (Monitor Latino)          | 2             |

## Vendas e certificações
| Região                                                                                       | Certificação | Vendas/distribuição |
| -------------------------------------------------------------------------------------------- | ------------ | ------------------- |
| México (AMPROFON)                                                                            | Platina      | 60,000 ^            |
| Espanha (PROMUSICAE)                                                                         | Platina      | 40,000 ^            |
| Estados Unidos (RIAA)                                                                        | Platina      | 40,000 ^            |
| *vendas baseadas apenas na certificação ‡dados de streaming baseados somente em certificação |              |                     |

## Histórico de lançamento
| Região       | Data               | Formato          | Gravadora        | Ref.  |
| ------------ | ------------------ | ---------------- | ---------------- | ----- |
| Mundialmente | 2 de junho de 2017 | Digital download | Sony Music Latin | [ 2 ] |